# 校倉書房
校倉書房（あぜくらしょぼう）は、かつて存在した出版社。東京都新宿区西早稲田に本社を置き、日本史を中心とした歴史書の出版及び販売を行っていた。

## 沿革
1959年設立。歴史書懇話会に加盟し、歴史科学協議会の会誌である『歴史評論』を刊行していた。
2018年3月9日に社長の石田亘が死去したことにともない、2018年7月をもって廃業となった。また、『歴史評論』は第817号（2018年5月号）より歴史科学協議会発行となった。